# US Open 2024
Lo US Open 2024 è stato un torneo di tennis giocato su campi di cemento all'aperto. Si è trattata della 144ª edizione dello US Open e del quarto e ultimo torneo Grande Slam dell'anno; si è disputato tra il 26 agosto e l'8 settembre 2024 sui diciassette campi dell'USTA Billie Jean King National Tennis Center di Flushing Meadows, a New York, Stati Uniti, comprendendo per la categoria Seniors i tornei di singolare maschile e femminile e di doppio maschile, femminile e misto. I campioni in carica dei singolari maschile e femminile erano il serbo Novak Đoković e la statunitense Coco Gauff.

## Torneo
L'evento è stato organizzato dalla Federazione Internazionale Tennis (ITF), e faceva parte dell'ATP Tour 2024 e del WTA Tour 2024 sotto la categoria Grande Slam. Il torneo comprendeva il singolare (maschile, femminile), il doppio (maschile, femminile e misto). Si disputavano anche i tornei di singolare e doppio per ragazze e ragazzi (giocatori under 18).
Il torneo si giocava su diciassette campi in cemento Laykold, inclusi i tre campi principali: Arthur Ashe Stadium, Louis Armstrong Stadium e Grandstand.
L'organizzazione aveva deciso di escludere i tornei in carrozzina da questa edizione del torneo, in quanto alcuni atleti erano impegnati nei Giochi paralimpici estivi. Questa scelta ha creato numerose controversie.

## Teste di serie nel singolare
| Legenda colori              |
| Vincitore                   |
| Finalista                   |
| Semifinalista               |
| Quarti di finale            |
| Eliminati al 1T, 2T, 3T, 4T |

### Singolare maschile
Le teste di serie ufficiali sono basate sulla classifica ATP del 19 agosto 2024.
| Tds | Rank | Giocatore             | Punteggio precedente | Punti da difendere 2023 | Punti conquistati | Nuovo punteggio | Situazione                                  |
| --- | ---- | --------------------- | -------------------- | ----------------------- | ----------------- | --------------- | ------------------------------------------- |
| 1   | 1    | Jannik Sinner         | 9,360                | 180                     | 2,000             | 11,180          | Vittoria in Finale vs Taylor Fritz [12]     |
| 2   | 2    | Novak Đoković         | 7,460                | 2,000                   | 100               | 5,560           | Eliminato al 3°T da Alexei Popyrin [28]     |
| 3   | 3    | Carlos Alcaraz        | 7,360                | 720                     | 50                | 6,690           | Eliminato al 2°T da Botic van de Zandschulp |
| 4   | 4    | Alexander Zverev      | 7,035                | 360                     | 400               | 7,075           | Eliminato ai QF da Taylor Fritz [12]        |
| 5   | 5    | Daniil Medvedev       | 6,275                | 1,200                   | 400               | 5,475           | Eliminato ai QF da Jannik Sinner [1]        |
| 6   | 6    | Andrej Rublëv         | 4,805                | 360                     | 200               | 4,645           | Eliminato al 4°T da Grigor Dimitrov [9]     |
| 7   | 7    | Hubert Hurkacz        | 4,055                | 45                      | 50                | 4,060           | Eliminato al 2°T da Jordan Thompson         |
| 8   | 8    | Casper Ruud           | 3,855                | 45                      | 200               | 4,010           | Eliminato al 4°T da Taylor Fritz [12]       |
| 9   | 9    | Grigor Dimitrov       | 3,655                | 90                      | 400               | 3,965           | Ritirato ai QF contro Frances Tiafoe [20]   |
| 10  | 10   | Alex de Minaur        | 3,435                | 180                     | 400               | 3,655           | Eliminato ai QF da Jack Draper [25]         |
| 11  | 11   | Stefanos Tsitsipas    | 3,425                | 45                      | 10                | 3,390           | Eliminato al 1°T da Thanasi Kokkinakis      |
| 12  | 12   | Taylor Fritz          | 3,120                | 360                     | 1,300             | 4,060           | Sconfitto in Finale da Jannik Sinner [1]    |
| 13  | 13   | Ben Shelton           | 3,110                | 720                     | 100               | 2,490           | Eliminato al 3°T da Frances Tiafoe [20]     |
| 14  | 14   | Tommy Paul            | 2,985                | 180                     | 200               | 3,005           | Eliminato al 4°T da Jannik Sinner [1]       |
| 15  | 15   | Holger Rune           | 2,780                | 10                      | 10                | 2,780           | Eliminato al 1°T da Brandon Nakashima       |
| 16  | 16   | Sebastian Korda       | 2,545                | 10                      | 50                | 2,585           | Eliminato al 2°T da Tomáš Macháč            |
| 17  | 17   | Ugo Humbert           | 2,330                | 10                      | 50                | 2,370           | Eliminato al 2°T da Francisco Comesaña      |
| 18  | 18   | Lorenzo Musetti       | 2,255                | 10                      | 100               | 2,345           | Eliminato al 3°T da Brandon Nakashima       |
| 19  | 19   | Félix Auger-Aliassime | 2,170                | 10                      | 10                | 2,170           | Eliminato al 1°T da Jakub Menšík            |
| 20  | 20   | Frances Tiafoe        | 2,120                | 360                     | 800               | 2,560           | Eliminato in SF da Taylor Fritz [12]        |
| 21  | 23   | Sebastián Báez        | 1,800                | 90                      | 50                | 1,760           | Ritirato al 2°T contro Tallon Griekspoor    |
| 22  | 21   | Alejandro Tabilo      | 1,978                | (25)†                   | 10                | 1,963           | Eliminato al 1°T da David Goffin            |
| 23  | 22   | Karen Chačanov        | 1,930                | 10                      | 10                | 1,930           | Eliminato al 1°T da Daniel Evans            |
| 24  | 24   | Arthur Fils           | 1,770                | 45                      | 50                | 1,775           | Eliminato al 2°T da Gabriel Diallo [Q]      |
| 25  | 25   | Jack Draper           | 1,695                | 180                     | 800               | 2,315           | Eliminato in SF da Jannik Sinner [1]        |
| 26  | 26   | Nicolás Jarry         | 1,675                | 90                      | 10                | 1,595           | Eliminato al 1°T da Christopher O'Connell   |
| 27  | 27   | Alexander Bublik      | 1,650                | 10                      | 10                | 1,650           | Eliminato al 1°T da Shang Juncheng          |
| 28  | 28   | Alexei Popyrin        | 1,635                | 10                      | 200               | 1,825           | Eliminato al 4°T da Frances Tiafoe [20]     |
| 29  | 29   | Francisco Cerúndolo   | 1,495                | 45                      | 50                | 1,500           | Eliminato al 2°T da Tomás Martín Etcheverry |
| 30  | 30   | Matteo Arnaldi        | 1,470                | 180                     | 100               | 1,390           | Eliminato al 3°T da Jordan Thompson         |
| 31  | 31   | Flavio Cobolli        | 1,418                | (36)‡                   | 100               | 1,482           | Eliminato al 3°T da Daniil Medvedev [5]     |
| 32  | 38   | Jiří Lehečka          | 1,255                | 10                      | 100               | 1,345           | Eliminato al 3°T da Andrej Rublëv [6]       |

† Il giocatore non si era qualificato al tabellone principale nel 2023, Verranno decurtati i punti del suo 19º miglior risultato.
‡ Il giocatore non si era qualificato al tabellone principale nel 2023, Difende invece punti di un evento dell'ATP Challenger Tour (Tulln an der Donau).

### Singolare femminile
Le teste di serie ufficiali sono basate sulla classifica WTA del 19 agosto 2024.
| Tds | Rank | Giocatore                | Punteggio precedente | Punti da difendere | Punti conquistati | Nuovo punteggio | Situazione                                   |
| --- | ---- | ------------------------ | -------------------- | ------------------ | ----------------- | --------------- | -------------------------------------------- |
| 1   | 1    | Iga Świątek              | 10,695               | 240                | 430               | 10,885          | Eliminata ai QF da Jessica Pegula [6]        |
| 2   | 2    | Aryna Sabalenka          | 8,016                | 1,300              | 2,000             | 8,716           | Vittoria in finale vs Jessica Pegula (6)     |
| 3   | 3    | Coco Gauff               | 6,743                | 2,000              | 240               | 4,983           | Eliminata al 4°T da Emma Navarro [13]        |
| 4   | 4    | Elena Rybakina           | 5,931                | 130                | 70                | 5,871           | Ritirata al 2°T contro Jessika Ponchet [Q]   |
| 5   | 5    | Jasmine Paolini          | 5,168                | 10                 | 240               | 5,398           | Eliminata al 4°T da Karolína Muchová         |
| 6   | 6    | Jessica Pegula           | 5,160                | 240                | 1,300             | 6,220           | Sconfitta in Finale da Aryna Sabalenka [2]   |
| 7   | 7    | Zheng Qinwen             | 3,980                | 430                | 430               | 3,980           | Eliminata ai QF da Aryna Sabalenka [2]       |
| 8   | 8    | Barbora Krejčíková       | 3,571                | 10                 | 70                | 3,631           | Eliminata al 2°T da Elena-Gabriela Ruse [Q]  |
| 9   | 9    | Maria Sakkarī            | 3,515                | 10                 | 10                | 3,517           | Ritirata al 1°T contro Wang Yafan            |
| 10  | 10   | Jeļena Ostapenko         | 3,428                | 430                | 10                | 3,008           | Primo turno vs Naomi Osaka [WC]              |
| 11  | 11   | Danielle Collins         | 3,422                | 70                 | 10                | 3,362           | Eliminata al 1°T da Caroline Dolehide        |
| 12  | 13   | Dar'ja Kasatkina         | 2,973                | 240                | 70                | 2,803           | Eliminata al 2°T da Peyton Stearns           |
| 13  | 12   | Emma Navarro             | 3,040                | 10                 | 780               | 3,810           | Eliminata in SF da Aryna Sabalenka [2]       |
| 14  | 14   | Madison Keys             | 2,727                | 780                | 130               | 2,077           | Eliminata al 3°T da Elise Mertens [33]       |
| 15  | 15   | Anna Kalinskaja          | 2,712                | 70                 | 130               | 2,772           | Eliminata al 3°T da Beatriz Haddad Maia [22] |
| 16  | 16   | Ljudmila Samsonova       | 2,610                | 130                | 240               | 2,720           | Eliminata al 4°T da Iga Świątek [1]          |
| 17  | 17   | Ons Jabeur               | 2,451                | 240                | 0                 | 2,211           | Ritirata per infortunio alla schiena         |
| 18  | 18   | Diana Šnajder            | 2,385                | (54)†              | 240               | 2,571           | Eliminata al 4°T da Jessica Pegula [6]       |
| 19  | 19   | Marta Kostjuk            | 2,348                | 10                 | 130               | 2,468           | Eliminata al 3°T da Emma Navarro [13]        |
| 20  | 20   | Viktoryja Azaranka       | 2,266                | 70                 | 130               | 2,326           | Eliminata al 3°T da Wang Yafan               |
| 21  | 23   | Mirra Andreeva           | 2,153                | 70                 | 70                | 2,153           | Eliminata al 2°T da Ashlyn Krueger           |
| 22  | 21   | Beatriz Haddad Maia      | 2,221                | 70                 | 430               | 2,581           | Eliminata ai QF da Karolína Muchová          |
| 23  | 26   | Leylah Fernandez         | 2,009                | 10                 | 10                | 2,009           | Eliminata al 1°T da Anastasia Potapova       |
| 24  | 24   | Donna Vekić              | 2,013                | 10                 | 240               | 2,243           | Eliminata al 4°T da Zheng Qinwen [7]         |
| 25  | 27   | Anastasija Pavljučenkova | 1,961                | 70                 | 130               | 2,021           | Eliminata al 3°T da Iga Świątek [1]          |
| 26  | 29   | Paula Badosa             | 1,895                | 0                  | 430               | 2,325           | Eliminata ai QF da Emma Navarro [13]         |
| 27  | 28   | Elina Svitolina          | 1,942                | 130                | 130               | 1,942           | Eliminata al 3°T da Coco Gauff [3]           |
| 28  | 30   | Caroline Garcia          | 1,808                | 10                 | 10                | 1,808           | Eliminata al 1°T da Renata Zarazúa           |
| 29  | 31   | Ekaterina Aleksandrova   | 1,778                | 130                | 130               | 1,778           | Eliminata al 3°T da Aryna Sabalenka [2]      |
| 30  | 32   | Julija Putinceva         | 1,761                | 10                 | 130               | 1,881           | Eliminata al 3°T da Jasmine Paolini [5]      |
| 31  | 33   | Katie Boulter            | 1,715                | 130                | 70                | 1,655           | Eliminata al 2°T da Jéssica Bouzas Maneiro   |
| 32  | 34   | Dajana Jastrems'ka       | 1,682                | 30                 | 10                | 1,662           | Eliminata al 1°T da Jule Niemeier            |
| 33  | 35   | Elise Mertens            | 1,639                | 130                | 240               | 1,749           | Eliminata al 4°T da Aryna Sabalenka [2]      |
| N/A | 52   | Karolína Muchová         | 1,126                | 780                | 780               | 1,126           | Eliminata in SF da Jessica Pegula [6]        |

† La giocatrice non si era qualificata per il torneo nel 2023. Verranno invece detratti punti dal suo 18° miglior risultato.

### Teste di serie ritirate
I seguenti giocatori sarebbero entrati in tabellone come teste di serie ma si sono ritirati prima del sorteggio.
| Rank | Giocatore           | Punteggio precedente | Punti da difendere | Nuovo punteggio | Motivo ritiro        |
| ---- | ------------------- | -------------------- | ------------------ | --------------- | -------------------- |
| 21   | Markéta Vondroušová | 2.178                | 430                | 1.748           | Infortunio alla mano |

## Teste di serie nel doppio
| Legenda colori          |
| Vincitori               |
| Finalisti               |
| Semifinalisti           |
| Quarti di finale        |
| Eliminati al 1T, 2T, 3T |

### Doppio maschile
| Coppia            | Coppia                 | Rank1 | Tds |
| ----------------- | ---------------------- | ----- | --- |
| Marcel Granollers | Horacio Zeballos       | 2     | 1   |
| Rohan Bopanna     | Matthew Ebden          | 7     | 2   |
| Rajeev Ram        | Joe Salisbury          | 11    | 3   |
| Marcelo Arévalo   | Mate Pavić             | 15    | 4   |
| Simone Bolelli    | Andrea Vavassori       | 19    | 5   |
| Harri Heliövaara  | Henry Patten           | 23    | 6   |
| Max Purcell       | Jordan Thompson        | 31    | 7   |
| Neal Skupski      | Michael Venus          | 36    | 8   |
| Santiago González | Édouard Roger-Vasselin | 38    | 9   |
| Kevin Krawietz    | Tim Pütz               | 40    | 10  |
| Wesley Koolhof    | Nikola Mektić          | 42    | 11  |
| Hugo Nys          | Jan Zieliński          | 49    | 12  |
| Nathaniel Lammons | Jackson Withrow        | 52    | 13  |
| Ivan Dodig        | Adam Pavlásek          | 60    | 14  |
| Austin Krajicek   | Jean-Julien Rojer      | 61    | 15  |
| Máximo González   | Andrés Molteni         | 62    | 16  |

- 1 Ranking al 19 agosto 2024.

### Doppio femminile
| Coppia                   | Coppia                | Rank1 | Tds |
| ------------------------ | --------------------- | ----- | --- |
| Gabriela Dabrowski       | Erin Routliffe        | 3     | 1   |
| Hsieh Su-wei             | Elise Mertens         | 9     | 2   |
| Kateřina Siniaková       | Taylor Townsend       | 10    | 3   |
| Caroline Dolehide        | Desirae Krawczyk      | 17    | 4   |
| Nicole Melichar-Martinez | Ellen Perez           | 22    | 5   |
| Sara Errani              | Jasmine Paolini       | 26    | 6   |
| Ljudmyla Kičenok         | Jeļena Ostapenko      | 35    | 7   |
| Demi Schuurs             | Luisa Stefani         | 45    | 8   |
| Sofia Kenin              | Bethanie Mattek-Sands | 49    | 9   |
| Chan Hao-ching           | Veronika Kudermetova  | 53    | 10  |
| Marie Bouzková           | Sara Sorribes Tormo   | 55    | 11  |
| Beatriz Haddad Maia      | Laura Siegemund       | 56    | 12  |
| Giuliana Olmos           | Aleksandra Panova     | 68    | 13  |
| Cristina Bucșa           | Xu Yifan              | 70    | 14  |
| Ulrikke Eikeri           | Ingrid Neel           | 73    | 15  |
| Ena Shibahara            | Aldila Sutjiadi       | 74    | 16  |
| Kristina Mladenovic      | Zhang Shuai           | 156   | NA  |

- 1 Ranking al 19 agosto 2024.

## Wildcard
Ai seguenti giocatori è stata assegnata una wildcard per accedere al tabellone principale.

### Singolare maschile
- Christopher Eubanks
- Matthew Forbes
- Alexandre Müller
- Tristan Schoolkate
- Zachary Svajda
- Dominic Thiem
- Learner Tien
- Stan Wawrinka

### Singolare femminile
- Bianca Andreescu
- Amanda Anisimova
- Iva Jovic
- McCartney Kessler
- Alexa Noel
- Naomi Ōsaka
- Chloé Paquet
- Taylah Preston

### Doppio maschile
- Tristan Boyer /  Emilio Nava
- Robert Cash /  James Tracy
- Nikita Samuel Filin /  Alexander Razeghi
- Christian Harrison /  Vasil Kirkov
- Mitchell Krueger /  Reese Stalder
- Mackenzie McDonald /  Alex Michelsen
- Ryan Seggerman /  Patrik Trhac

### Doppio femminile
- Jessie Aney /  Jessica Failla
- Hailey Baptiste /  Whitney Osuigwe
- Carmen Corley /  Ivana Corley
- Tyra Caterina Grant /  Iva Jovic
- McCartney Kessler /  Sabrina Santamaria
- Robin Montgomery /  Clervie Ngounoue
- Anna Rogers /  Alana Smith

### Doppio misto
- Tyra Caterina Grant /  Aleksandar Kovacevic
- Iva Jovic /  Kaylan Bigun
- Ashlyn Krueger /  Thai-Son Kwiatkowski
- Maria Mateas /  Mackenzie McDonald
- Clervie Ngounoue /  Learner Tien
- Alycia Parks /  Jackson Withrow
- Shelby Rogers /  Robert Galloway
- Taylor Townsend /  Donald Young

## Ranking protetto
I seguenti giocatori sono entrati in tabellone con il ranking protetto:

### Singolare maschile
- Pablo Carreño Busta (18)
- Denis Shapovalov (27)
- Reilly Opelka (33)
- Kwon Soon-woo (80)
- Dominic Stricker (94)

### Singolare femminile
- Ajla Tomljanović (33)
- Zhang Shuai (48)
- Shelby Rogers (51)
- Lauren Davis (59)
- Julia Grabher (73)
- Kateryna Baindl (86)
- Zheng Saisai (89)
- Wang Qiang (94)

### Doppio maschile
- Pablo Carreño Busta /  Sergio Martos Gornés
- Marcus Daniell /  Miguel Ángel Reyes Varela
- Jonathan Eysseric /  Fabrice Martin
- Denis Shapovalov /  Kwon Soon-woo

### Doppio femminile
- Kateryna Baindl /  Katie Volynets
- Catherine Harrison /  Alicja Rosolska
- Petra Martić /  Shelby Rogers
- Samantha Murray /  Camilla Rosatello
- Arantxa Rus /  Nina Stojanović
- Ajla Tomljanović /  Viktorija Tomova

## Qualificazioni

### Singolare maschile
1. Diego Schwartzman
2. Maks Kaśnikowski
3. Bu Yunchaokete
4. Hamad Međedović
5. Mitchell Krueger
6. Li Tu
7. Timofey Skatov
8. Gabriel Diallo
9. Eliot Spizzirri
10. Radu Albot
11. Otto Virtanen
12. Mattia Bellucci
13. Jan Choinski
14. Kyrian Jacquet
15. Hugo Grenier
16. Quentin Halys

#### Lucky loser
1. Maximilian Marterer

### Singolare femminile
1. Priscilla Hon
2. Aljaksandra Sasnovič
3. Maya Joint
4. Destanee Aiava
5. Ena Shibahara
6. Kimberly Birrell
7. Jessika Ponchet
8. Julija Starodubceva
9. Eva Lys
10. Solana Sierra
11. Ann Li
12. Marina Bassols Ribera
13. Varvara Lepchenko
14. Nao Hibino
15. Elena-Gabriela Ruse
16. Arina Rodionova

#### Lucky loser
1. Kamilla Rachimova

## Ritiri

### Prima del torneo

#### Singolare maschile
- Rafael Nadal (9 PR) → sostituito da  Mackenzie McDonald (99)
- Cameron Norrie (42) → sostituito da  Francisco Comesaña (100)
- Emil Ruusuvuori (70) → sostituito da  Maximilian Marterer (LL)

#### Singolare femminile
- Sorana Cîrstea (37) → sostituita da  Renata Zarazúa (97)
- Zhu Lin (50) → sostituita da  Anna Bondár (98)
- Markéta Vondroušová (18) → sostituita da  Petra Martić (99)
- Ons Jabeur (16) → sostituita da  Kamilla Rachimova (LL)

Doppio maschile
- Marco Bortolotti /  Flavio Cobolli → sostituiti da  Flavio Cobolli /  Dominic Stricker
- Tomáš Macháč /  Zhang Zhizhen → replaced by  Alexandre Müller /  Sebastian Ofner

Doppio femminile
- Danielle Collins /  Caroline Garcia → replaced by  Viktorija Golubic /  Tara Moore

Doppio misto
- Katie Volynets /  Rajeev Ram → replaced by  Ulrikke Eikeri /  Máximo González

## Tennisti partecipanti ai singolari
- Singolare maschile

| Campione                | Campione                   | Finalista                   | Finalista                  |
| ----------------------- | -------------------------- | --------------------------- | -------------------------- |
| Jannik Sinner [1]       | Jannik Sinner [1]          | Taylor Fritz [12]           | Taylor Fritz [12]          |
| Semifinalisti           |                            |                             |                            |
| Jack Draper [25]        | Jack Draper [25]           | Frances Tiafoe [20]         | Frances Tiafoe [20]        |
| Eliminati ai quarti     |                            |                             |                            |
| Daniil Medvedev [5]     | Alex de Minaur [10]        | Alexander Zverev [4]        | Grigor Dimitrov [9]        |
| Eliminati al 4º turno   |                            |                             |                            |
| Tommy Paul [14]         | Nuno Borges                | Tomáš Macháč                | Jordan Thompson            |
| Casper Ruud [8]         | Brandon Nakashima          | Andrej Rublëv [6]           | Alexei Popyrin [28]        |
| Eliminati al 3º turno   |                            |                             |                            |
| Christopher O'Connell   | Gabriel Diallo [Q]         | Jakub Menšík                | Flavio Cobolli [31]        |
| Botic van de Zandschulp | David Goffin               | Daniel Evans                | Matteo Arnaldi [30]        |
| Shang Juncheng          | Francisco Comesaña         | Lorenzo Musetti [18]        | Tomás Martín Etcheverry    |
| Jiří Lehečka [32]       | Tallon Griekspoor          | Ben Shelton [13]            | Novak Đoković [2]          |
| Eliminati al 2º turno   |                            |                             |                            |
| Alex Michelsen          | Mattia Bellucci [Q]        | Arthur Fils [24]            | Max Purcell                |
| Thanasi Kokkinakis      | Tristan Schoolkate [WC]    | Zizou Bergs                 | Fábián Marozsán            |
| Carlos Alcaraz [3]      | Facundo Díaz Acosta        | Adrian Mannarino            | Sebastian Korda [16]       |
| Otto Virtanen [Q]       | Mariano Navone             | Roman Safiullin             | Hubert Hurkacz [7]         |
| Gaël Monfils            | Roberto Carballés Baena    | Ugo Humbert [17]            | Matteo Berrettini          |
| Arthur Cazaux           | Miomir Kecmanović          | Francisco Cerúndolo [29]    | Alexandre Müller [WC]      |
| Arthur Rinderknech      | Mitchell Krueger [Q]       | Sebastián Báez [21]         | Rinky Hijikata             |
| Roberto Bautista Agut   | Aleksandr Ševčenko         | Pedro Martínez              | Laslo Đere                 |
| Eliminati al 1º turno   |                            |                             |                            |
| Mackenzie McDonald      | Eliot Spizzirri [Q]        | Stan Wawrinka [WC]          | Nicolás Jarry [26]         |
| Learner Tien [WC]       | Jaume Munar                | Aleksandar Vukic            | Lorenzo Sonego             |
| Stefanos Tsitsipas [11] | Federico Coria             | Tarō Daniel                 | Félix Auger-Aliassime [19] |
| James Duckworth         | Pavel Kotov                | Hamad Međedović [Q]         | Dušan Lajović              |
| Li Tu [Q]               | Denis Shapovalov [PR]      | Hugo Gaston                 | Zhang Zhizhen              |
| Alejandro Tabilo [22]   | Borna Ćorić                | Fabio Fognini               | Corentin Moutet            |
| Marcos Giron            | Quentin Halys [Q]          | Daniel Altmaier             | Karen Chačanov [23]        |
| Zachary Svajda [WC]     | Matthew Forbes [WC]        | Constant Lestienne          | Timofey Skatov [Q]         |
| Bu Yunchaokete [Q]      | Diego Schwartzman [Q]      | Jan Choinski [Q]            | Aleksandr Bublik [27]      |
| Thiago Monteiro         | Dominic Stricker [PR]      | Albert Ramos Viñolas        | Camilo Ugo Carabelli       |
| Holger Rune [15]        | Pablo Carreño Busta [PR]   | Yoshihito Nishioka          | Reilly Opelka [PR]         |
| Sebastian Ofner         | Giovanni Mpetshi Perricard | Adam Walton                 | Maximilian Marterer [LL]   |
| Thiago Seyboth Wild     | Christopher Eubanks [WC]   | Hugo Grenier [Q]            | Márton Fucsovics           |
| Luciano Darderi         | Sumit Nagal                | Alejandro Davidovich Fokina | Kyrian Jacquet [Q]         |
| Dominic Thiem [WC]      | Luca Nardi                 | Dominik Koepfer             | Aleksandar Kovacevic       |
| Kwon Soon-woo [PR]      | Maks Kaśnikowski [Q]       | Jan-Lennard Struff          | Radu Albot [Q]             |

- Singolare femminile

| Campionessa                   | Campionessa              | Finalista                 | Finalista                   |
| ----------------------------- | ------------------------ | ------------------------- | --------------------------- |
| Aryna Sabalenka [2]           | Aryna Sabalenka [2]      | Jessica Pegula [6]        | Jessica Pegula [6]          |
| Semifinaliste                 |                          |                           |                             |
| Karolína Muchová              | Karolína Muchová         | Emma Navarro [13]         | Emma Navarro [13]           |
| Eliminate ai quarti           |                          |                           |                             |
| Iga Świątek [1]               | Beatriz Haddad Maia [22] | Paula Badosa [26]         | Zheng Qinwen [7]            |
| Eliminate al 4º turno         |                          |                           |                             |
| Ljudmila Samsonova [16]       | Diana Šnajder [18]       | Caroline Wozniacki        | Jasmine Paolini [5]         |
| Wang Yafan                    | Coco Gauff [3]           | Donna Vekić [24]          | Elise Mertens [33]          |
| Eliminate al 3º turno         |                          |                           |                             |
| Anastasija Pavljučenkova [25] | Ashlyn Krueger           | Sara Errani               | Jéssica Bouzas Maneiro      |
| Jessika Ponchet [Q]           | Anna Kalinskaja [15]     | Anastasija Potapova       | Julija Putinceva [30]       |
| Elena-Gabriela Ruse [Q]       | Viktoryja Azaranka [20]  | Marta Kostjuk [19]        | Elina Svitolina [27]        |
| Jule Niemeier                 | Peyton Stearns           | Madison Keys [14]         | Ekaterina Aleksandrova [29] |
| Eliminate al 2º turno         |                          |                           |                             |
| Ena Shibahara [Q]             | Elisabetta Cocciaretto   | Mirra Andreeva [21]       | Marie Bouzková              |
| Caroline Dolehide             | Clara Tauson             | Katie Boulter [31]        | Sofia Kenin                 |
| Elena Rybakina [Q]            | Renata Zarazúa           | Sara Sorribes Tormo       | Anna Bondár                 |
| Naomi Ōsaka [WC]              | Varvara Lepchenko [Q]    | Wang Xinyu                | Karolína Plíšková           |
| Barbora Krejčíková [8]        | Taylor Townsend          | Clara Burel               | Diane Parry                 |
| Arantxa Rus                   | Harriet Dart             | Anhelina Kalinina         | Tatjana Maria               |
| Ėrika Andreeva                | Moyuka Uchijima          | Greet Minnen              | Dar'ja Kasatkina [12]       |
| Maya Joint [Q]                | Ajla Tomljanović [PR]    | Iva Jovic [WC]            | Lucia Bronzetti             |
| Eliminate al 1º turno         |                          |                           |                             |
| Kamilla Rachimova [LL]        | Daria Saville            | Kateryna Baindl [PR]      | Taylah Preston [WC]         |
| Camila Osorio                 | Zhang Shuai [PR]         | Eva Lys [Q]               | Wang Qiang [PR]             |
| Danielle Collins [11]         | Cristina Bucșa           | Anna Karolína Schmiedlová | Nadia Podoroska             |
| Aljaksandra Sasnovič [Q]      | Petra Martić             | Emma Raducanu             | Shelby Rogers [PR]          |
| Destanee Aiava [Q]            | Saisai Zheng [PR]        | Nao Hibino [Q]            | Caroline Garcia [28]        |
| Èlina Avanesyan               | Alexa Noel [WC]          | Bernarda Pera             | Lauren Davis [PR]           |
| Jeļena Ostapenko [10]         | Katie Volynets           | Brenda Fruhvirtová        | Leylah Fernandez [23]       |
| Linda Nosková                 | Arina Rodionova [Q]      | Mayar Sherif              | Bianca Andreescu [WC]       |
| Marina Bassols Ribera [Q]     | Julia Grabher [PR]       | Martina Trevisan          | Viktorija Golubic           |
| Julija Starodubceva           | Sloane Stephens          | Xiyu Wang                 | Maria Sakkarī [9]           |
| Anna Blinkova                 | Ana Bogdan               | Chloé Paquet [WC]         | McCartney Kessler [WC]      |
| María Carlé                   | Océane Dodin             | Solana Sierra [Q]         | Varvara Gracheva            |
| Amanda Anisimova [WC]         | Yue Yuan                 | Tamara Korpatsch          | Dajana Jastrems'ka [32]     |
| Kimberly Birrell [Q]          | Magdalena Fręch          | Lesja Curenko             | Jaqueline Cristian          |
| Kateřina Siniaková            | Laura Siegemund          | Ann Li [Q]                | Veronika Kudermetova        |
| Viktorija Tomova              | Magda Linette            | Lulu Sun                  | Priscilla Hon [Q]           |

## Punti

### Distribuzione dei punti
Di seguito le tabelle per ciascuna competizione, che mostrano i punti validi per il ranking per ogni evento.

#### Tornei uomini e donne
| Evento              | V    | F    | SF  | QF  | 4T  | 3T  | 2T | 1T   | Q    | Q3   | Q2   | Q1   |
| Singolare maschile  | 2000 | 1300 | 800 | 400 | 200 | 100 | 50 | 10   | 30   | 16   | 8    | 0    |
| Doppio maschile     | 2000 | 1200 | 720 | 360 | 180 | 90  | 0  | N.D. | N.D. | N.D. | N.D. | N.D. |
| Singolare femminile | 2000 | 1300 | 780 | 430 | 240 | 130 | 70 | 10   | 40   | 30   | 20   | 2    |
| Doppio femminile    | 2000 | 1300 | 780 | 430 | 240 | 130 | 10 | N.D. | N.D. | N.D. | N.D. | N.D. |

#### Junior
| Evento            | V    | F   | SF  | QF  | 2T  | 1T   | Q    | Q3   |
| Singolare ragazzi | 1000 | 600 | 370 | 200 | 100 | 45   | 30   | 20   |
| Singolare ragazze | 1000 | 600 | 370 | 200 | 100 | 45   | 30   | 20   |
| Doppio ragazzi    | 750  | 450 | 275 | 150 | 75  | N.D. | N.D. | N.D. |
| Doppio ragazze    | 750  | 450 | 275 | 150 | 75  | N.D. | N.D. | N.D. |

## Montepremi
Il montepremi complessivo per il 2024 è di 75 000 000 $, il 15% in più rispetto all'edizione del 2023.
| Evento        | V          | F          | SF         | QF       | 4T       | 3T       | 2T       | 1T       | Q3      | Q2      | Q1      |
| Singolare     | $3,600,000 | $1,800,000 | $1,000,000 | $530,000 | $325,000 | $215,000 | $140,000 | $100,000 | $52,000 | $38,000 | $25,000 |
| Doppio*       | $750,000   | $375,000   | $190,000   | $110,000 | $63,000  | $40,800  | $25,000  | N.D.     | N.D.    | N.D.    | N.D.    |
| Doppio misto* | $200,000   | $100,000   | $50,000    | $27,500  | $16,500  | $10,000  | N.D.     | N.D.     | N.D.    | N.D.    | N.D.    |

*per team

## Campioni

### Seniors

#### Singolare maschile
Jannik Sinner ha sconfitto in finale  Taylor Fritz con il punteggio di 6–3, 6–4, 7–5

#### Singolare femminile
Aryna Sabalenka ha sconfitto in finale  Jessica Pegula con il punteggio di 7–5, 7–5.

#### Doppio maschile
Max Purcell /  Jordan Thompson hanno sconfitto in finale  Kevin Krawietz /  Tim Pütz con il punteggio di 6–4, 7–6(4).

#### Doppio femminile
Ljudmyla Kičenok /  Jeļena Ostapenko
hanno sconfitto in finale  Kristina Mladenovic /  Shuai Zhang con il punteggio di 6–4, 6–3.

#### Doppio misto
Sara Errani /  Andrea Vavassori hanno sconfitto in finale  Taylor Townsend /  Donald Young con il punteggio di 7–6(0), 7–5. I due azzurri sono diventati la prima coppia italiana a vincere uno Slam in doppio misto.

### Junior

#### Singolare ragazzi
Rafael Jódar ha sconfitto in finale  Nicolai Budkov Kjær con il punteggio di 2–6, 6–2, 7–6(1).

#### Singolare ragazze
Mika Stojsavljevic ha sconfitto in finale  Wakana Sonobe con il punteggio di 6–4, 6–4.

#### Doppio ragazzi
Maxim Mrva /  Rei Sakamoto hanno sconfitto in finale  Denis Peták /  Flynn Thomas con il punteggio di 7–5, 7–6(1).

#### Doppio ragazze
Malak El Allami /  Emily Sartz-Lunde hanno sconfitto in finale  Julie Paštiková /  Julia Stusek con il punteggio di 6–2, 4–6, [10–6].